# Turistická značená trasa 4891
 Turistická značená trasa 4891 je 6 km dlouhá zeleně značená trasa Klubu českých turistů v Podbeskydské pahorkatině a okrese Frýdek-Místek spojující Nošovice s úpatím Moravskoslezských Beskyd. Její převažující směr je jihovýchodní a poté severovýchodní. V celé trase je sledována naučnou stezkou Prašivá.

## Průběh trasy
Turistická trasa má svůj počátek v Nošovicích u místního pivovaru bez návaznosti na žádnou další pěší turistickou trasu. Vede hlavní ulicí jihovýchodním směrem a na okraji obce přechází na místní komunikaci vedoucí do Nižních Lhot. Těmi prochází a po stále stejné spojnici pokračuje do Lhot Vyšních. Na východním okraji vsi přechází přivaděč Morávka–Žermanice a po zpevněné komunikaci pokračuje proti jeho proudu. V blízkosti jeho soutoku s potokem Osiník (resp. s horní částí přivaděčem přerušeného toku) se stáčí na severovýchod a po asfaltové komunikaci vede poli a roztroušenou zástavbou do osady Kamenité. Ještě před tím přechází Kamenitý potok a potok Račok. V centru osady končí na rozcestí s červeně značenou trasou 0619 vedoucí od Žermanické přehrady na Prašivou a dále do Moravskoslezských Beskyd.

## Turistické zajímavosti na trase
- Pivovar Radegast v Nošovicích
- Naučná stezka Prašivá
- kapličky v Nošovicích a Nižních Lhotách
- Minipivovar Kohutka